# Tamburo (armi)

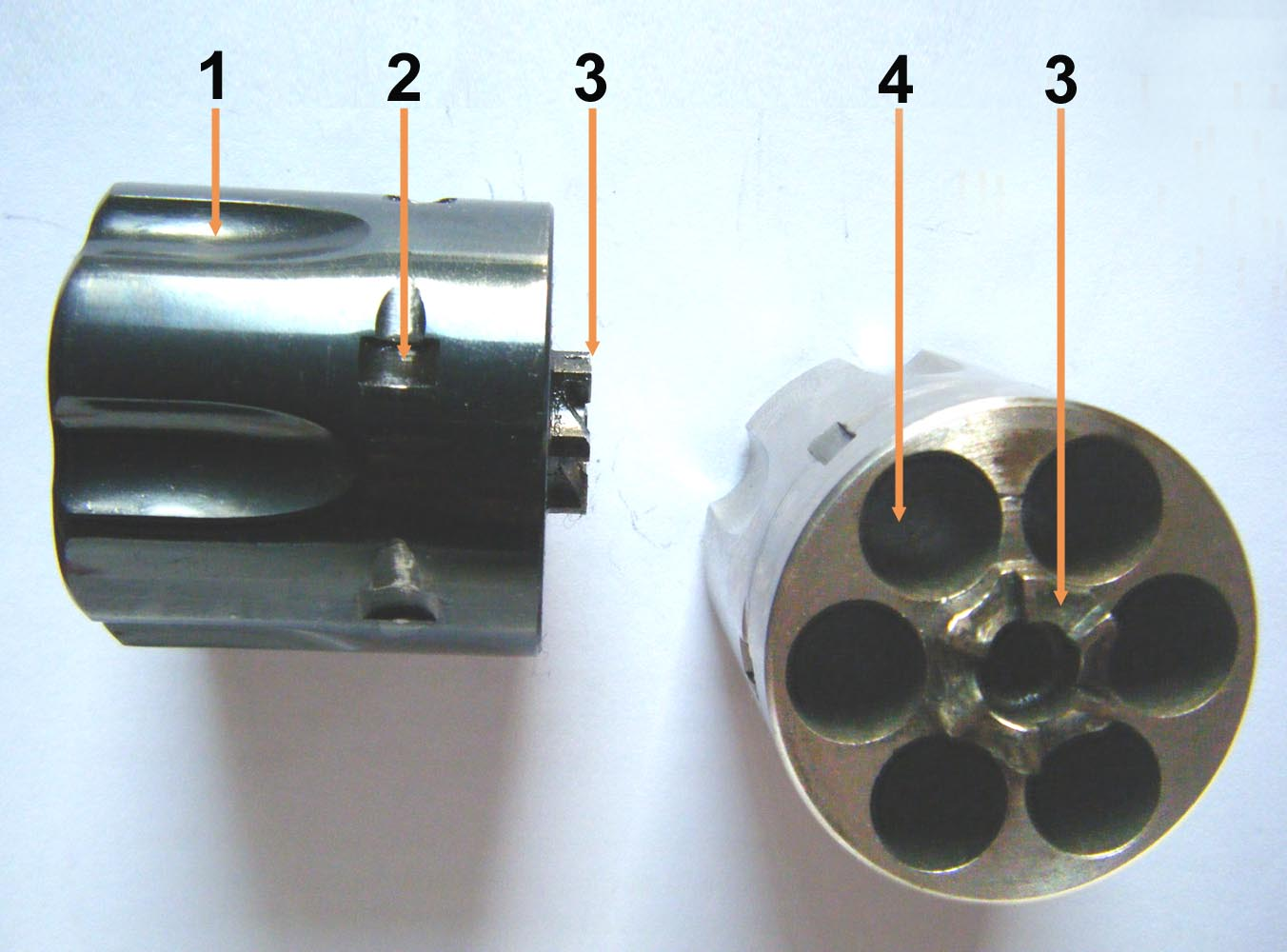
Tamburo per calibro .45 Colt, dove si vedono le unghiature di alleggerimento (1), le tacche di bloccaggio (2), la stella di rotazione (3) e le sei camere di cartuccia (4).

Il tamburo, nelle armi da fuoco portatili che lo utilizzano, funge sia da serbatoio delle munizioni che da camera di scoppio delle cartucce.

## Storia
Vari tentativi di fabbricare armi a tamburo, furon fatti già nei primi anni dell'XIX secolo, ma divenne possibile fabbricare rivoltelle con tale dispositivo su scala industriale, solo con l'avvento della capsula a percussione.

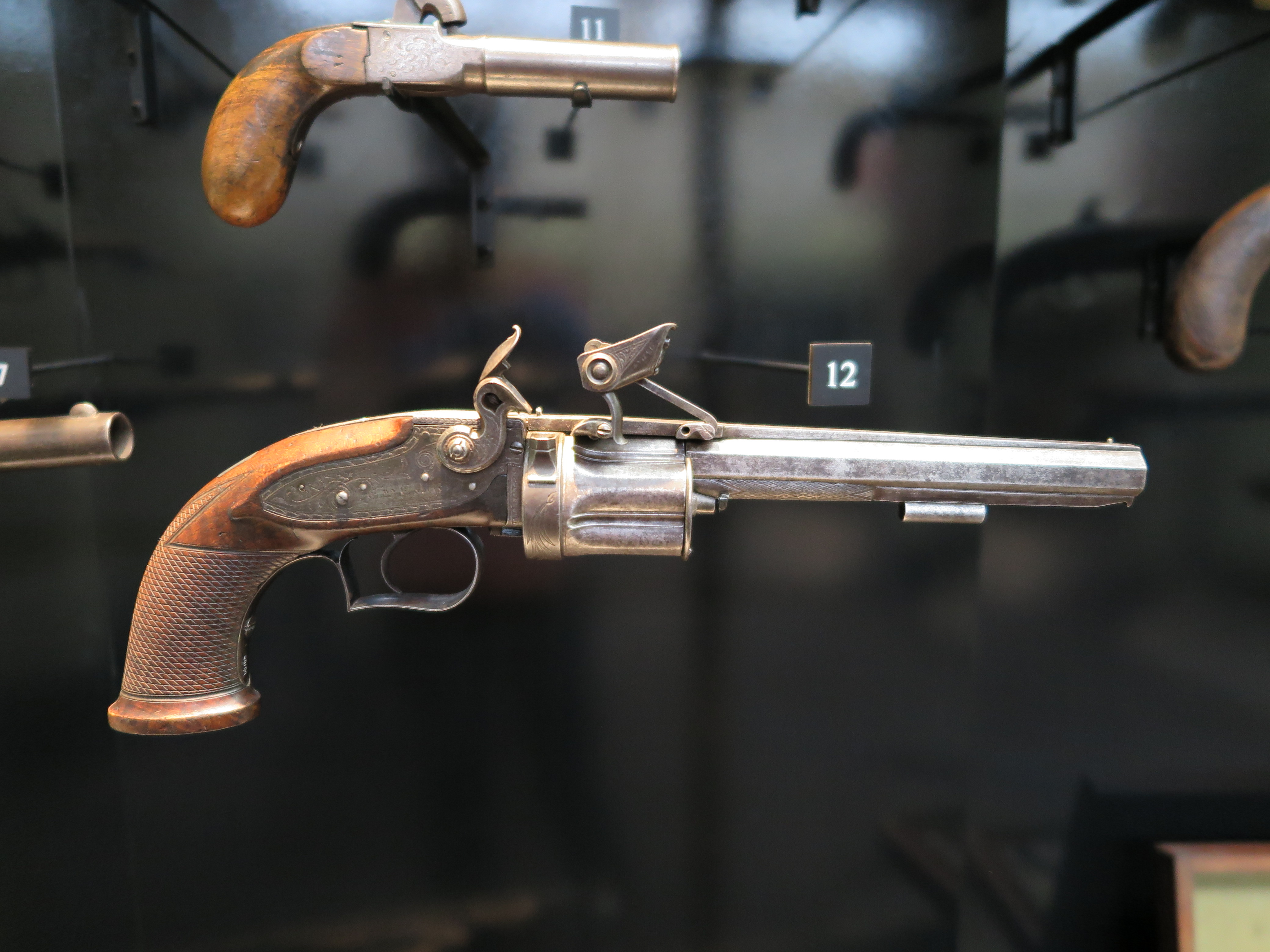
Revolver a tamburo di Collier, a pietra focaia (1818)

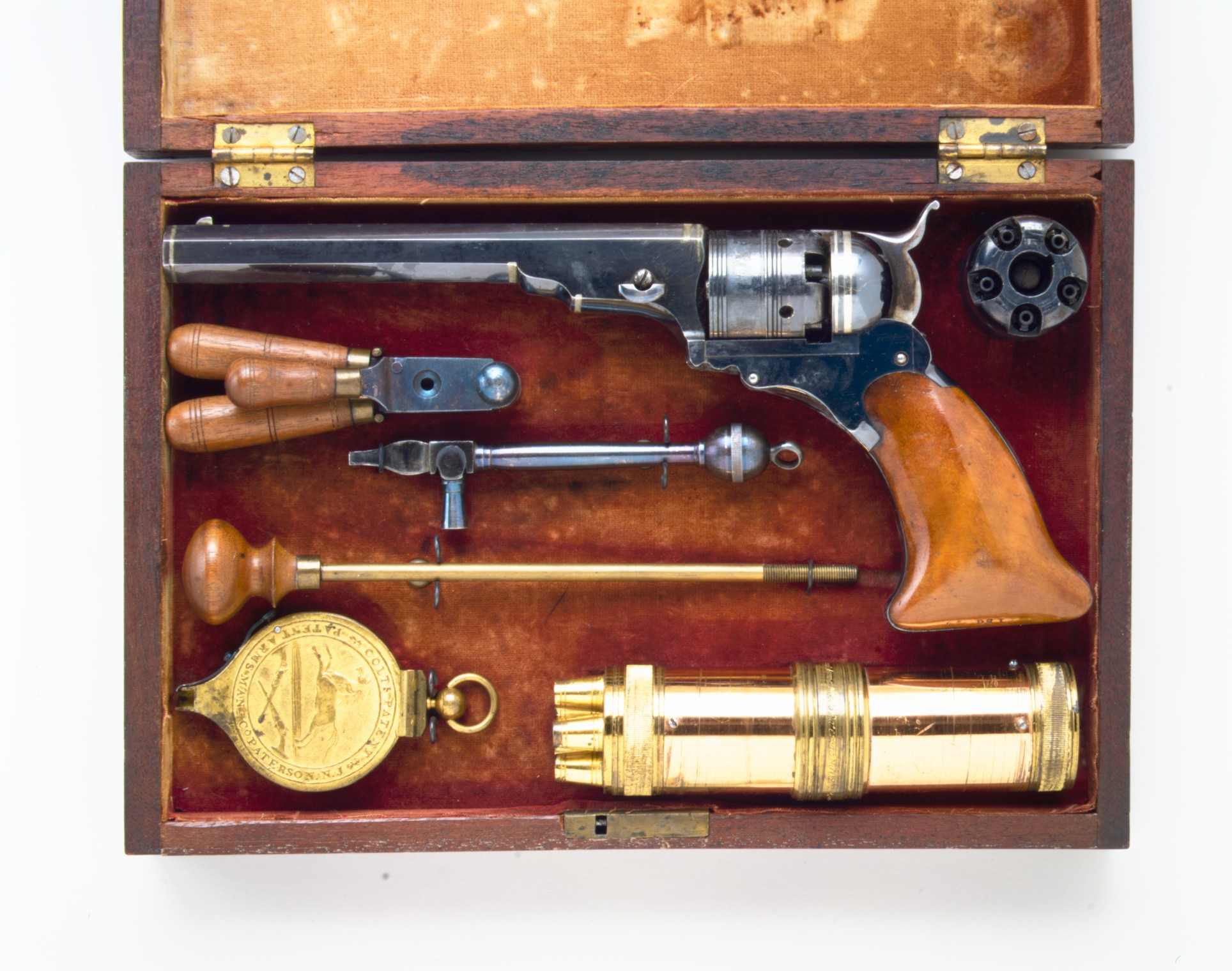
Colt Paterson 1838

Nel 1836, fu Samuel Colt il primo a brevettare e fabbricare la pistola a tamburo a ripetizione. Ma il tamburo di queste armi era però ancora ad avancarica e le camere dovevano essere caricate con i vari elementi separati (capsule, polvere e pallottole). In questo caso, il tamburo era posteriormente chiuso e dotato di luminelli per l'alloggiamento delle capsule di innesco.

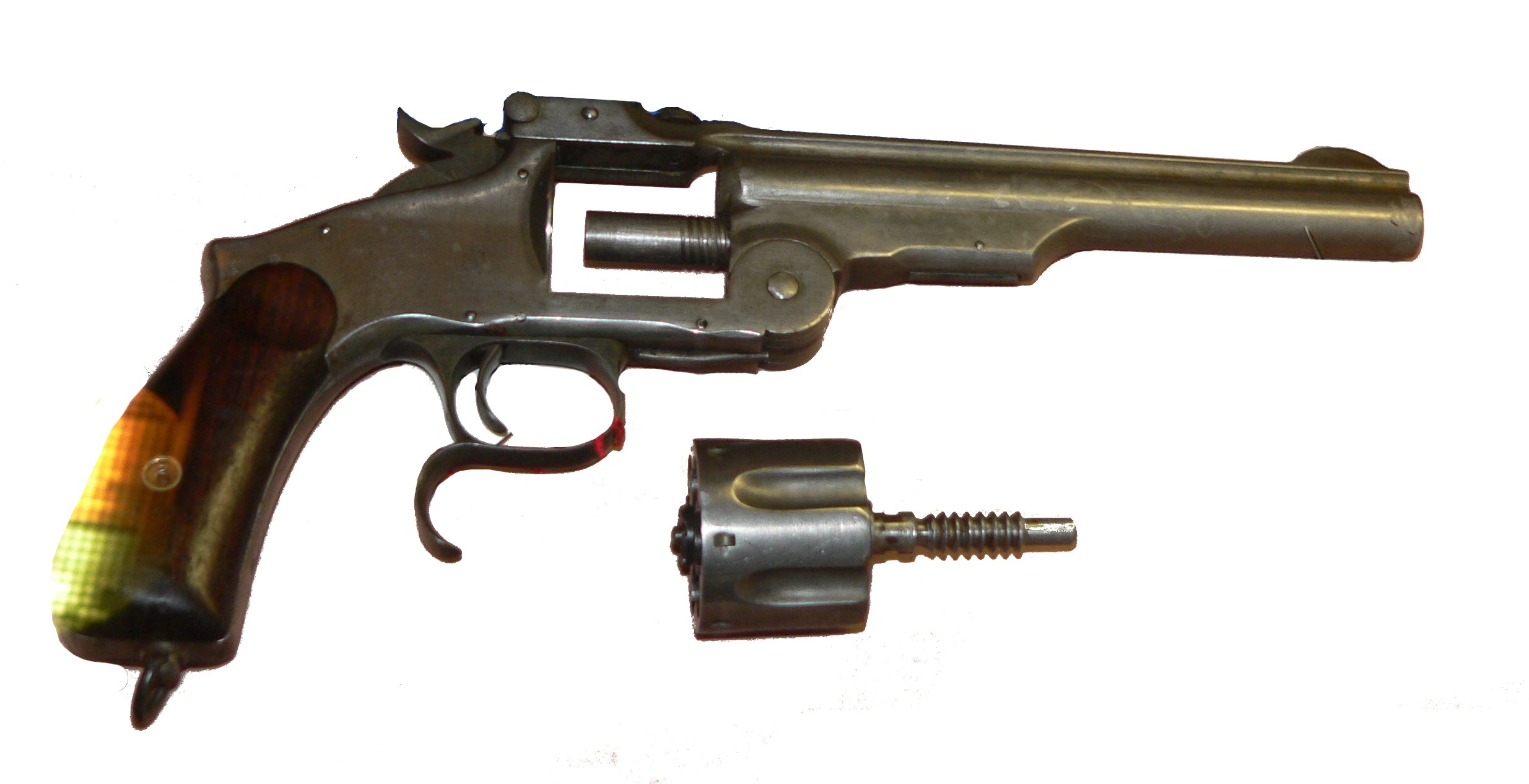
S&W Model 3 in .44 Russian (1870)

Fino all'aprile del 1869, fu proprio la Smith & Wesson a detenere il brevetto della retrocarica, che le consentiva l'esclusiva nella fabbricazione di revolver con tamburo forato da parte a parte, e quindi dell'uso di cartucce a percussione caricate dal retro. Dal 1854 (anno del primo brevetto) fino al 1875, produsse varie revolver a retrocarica, di vari calibri. 
Notevole fu anche il modello 1870, che aveva un estrattore a stella (brevettato) per scaricare tutti i bossoli del tamburo con un solo gesto, e che venne prodotto fino a 1915.

## Caratteristiche e descrizione
Di forma tipicamente cilindrica, presenta un foro assiale (sul quale ruota, infilato in un perno) ed alcuni fori disassati che vanno a formare le camere di cartuccia (più generalmente 6). Il raggio della circonferenza, che intercetta i centri delle camere, è la distanza tra il centro della canna ed il centro del perno su cui ruota il tamburo. L'allineamento angolare tra canna e camera di cartuccia, è dato dalla stella di rotazione e dalle tacche di bloccaggio, ricavate in genere dal pieno di lavorazione.
Il tamburo è generalmente fabbricato in ferro o acciaio dolce, eventualmente cementato, ma raramente temprato (come del resto anche le canne), in quanto una tempra eccessiva lo renderebbe sì più duro, ma anche più fragile e soggetto a rotture molto più pericolose. Il tamburo è un elemento cilindrico che ruota attorno ad un asse centrale, che è solidale con l'incastellatura dell'arma, oppure ad una parte mobile della stessa (utile per l'espulsione dei bossoli). 

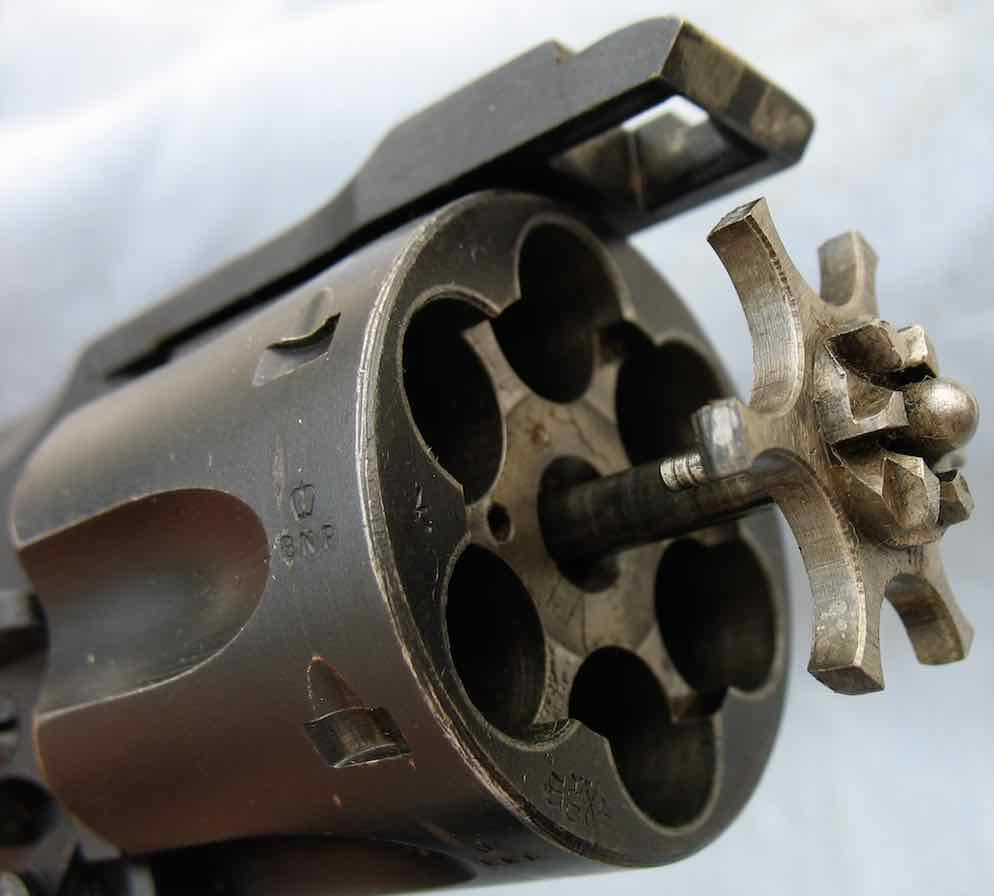
Espulsore bossoli con stella di rotazione

Dal lato di carica è provvisto di una parte in rilievo lavorata "a stella", con tante punte quante camere di cartuccia, posizionate in modo che la leva di rotazione (comandata dal cane o dal grilletto o da entrambi nelle armi a doppia azione), agisca su di essa. Alcuni tamburi sono dotati di una stella di rotazione innestata e collegata al perno assiale, con la funzione di espulsore dei bossoli scarichi, previa pressione longitudinale del perno, una volta basculato il tamburo lateralmente o una volta aperta la rivoltella ad apertura basculante (come la Webley Enfield N° 2 Mk I - foto a fianco).
Il tamburo è provvisto di fori passanti longitudinali per l'alloggiamento delle cartucce (e questo fu materiale di brevetto per la S&W fino al 1869), detti camere di scoppio o camere di cartuccia, ed è inserito nel suo perno, "bloccato" tra la canna e la culatta del castello. È provvisto esternamente di tacche di bloccaggio della rotazione, che ingaggiate da un nottolino sporgente nella parte bassa del telaio, ne determinano il fermo sì da garantire che la cartuccia sia esattamente allineata con la canna, al momento dello sparo. Quasi sempre è provvisto di fresature esterne (dette "unghiature") che lo alleggeriscono; tuttavia, in armi destinate allo sparo di munizioni particolarmente potenti, queste possono mancare in modo che il tamburo sia maggiormente robusto e che il peso in più dell'arma aiuti ad attenuare le forze di rinculo. Generalmente, le camere sono cinque o sei, ma in base ai calibri, specialmente i più piccoli (per es. il .22), possono essere anche sette o otto. 

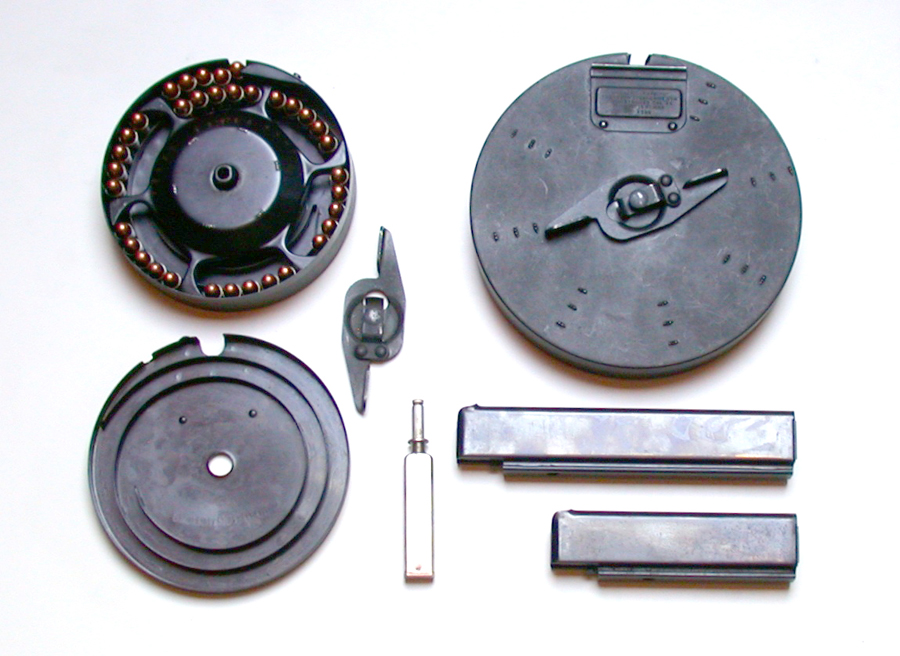
Magazzino a tamburo

Siccome le pareti dei tamburi sono la parte più sottile e sensibile allo stress pressorio di tutta l'arma, le case produttrici oggi eseguono rigorosi controlli con ultrasuoni e raggi x, al fine di identificare eventuali irregolarità di fusione, nei pezzi grezzi da forare, aumentandone così la sicurezza.
I caricatori cosiddetti "a tamburo", di alcune armi automatiche (come il Tommy Gun o il PPS-41), vengono così denominati perché ne hanno la forma estetica, ma non la reale funzione rotativa e di camere di scoppio, così in tal caso sono considerabili come caricatori "rotondi" a forma di tamburi, ma non tamburi veri e propri.

## Funzionamento
Alla trazione del grilletto (o del cane nelle armi a singola azione) la leva agisce sulla "stella" posteriore e determina la parziale rotazione del tamburo, in modo da portare la cartuccia da sparare, precisamente davanti alla canna. Alla fine di questo movimento il nottolino sporgente dal telaio va ad inserirsi nell'apposita tacca esterna di bloccaggio, in modo da garantirne il fermo nella posizione di sparo. La regolazione di questo meccanismo ("timing") è essenziale, poiché lo sparo con la cartuccia anche leggermente disallineata alla canna, potrebbe portare all'arresto del proiettile contro il bordo di essa, con pericolosissimi picchi pressori, fino alla rottura dell'arma ed eventuali conseguenze dannose per il tiratore o altri nelle vicinanze. 
È anche assai importante che lo spazio esistente tra la faccia anteriore del tamburo e la parte posteriore della canna ("gap"), sia piuttosto ridotto (generalmente, dell'ordine dei centesimi di millimetro). Uno spazio minore potrebbe essere soggetto al dilatamento eccessivo dei metalli, dati dal riscaldamento dell'arma dopo lo sparo di vari colpi, e causare il bloccaggio del tamburo contro la canna o un difettoso allineamento in rotazione. Uno spazio più ampio comporta una maggior fuga dei gas di propulsione, e dunque una sensibile riduzione dell'energia del proiettile e bruciature alle mani del tiratore.